# Rijksheerlijkheid Kessenich
De rijksheerlijkheid Kessenich was een zelfstandige heerlijkheid in het Heilige Roomse Rijk. Ze was opgebouwd uit Kessenich, Kinrooi, Groot-Beersel en Hunsel. Tegenwoordig maken deze dorpen deel uit van de gemeenten Kinrooi (in Belgisch-Limburg) en Leudal (in Nederlands-Limburg).

## Samenstelling
De adellijke titel "heer van Kessenich" gaf beschikking over de volgende leengoederen:
- Een langgerekt gebied tussen de Maas en de moerassen van de Broekziep. In deze strook lagen Kessenich, Kinrooi en een gehucht genaamd de Gallert.[1] In de dorpskern lag het mottekasteel op den Berg; even buiten het dorp lag het kasteel Borgitter.
- Voorbij Neeritter begon de tweede helft van de heerlijkheid. Hier beperkte de bewoning zich nog tot een zestal gehuchten: Beersel, het Groot-Beersel, Hunsel, op Uffelsen, Haler en Castert.
- Bij Aldeneik lag een kleine exclave genaamd Mijnekom. Alle bewoning trok echter weg in de 16e eeuw, naarmate de Maas haar bedding verlegde doorheen het gebied.[2] De gedeelten die op de rechter Maasoever belandden, gingen in 1711 verloren aan Ohé en Laak.[3]
- Tal van landgoederen buiten deze gebieden waren eveneens verbonden aan het leenhof in Kessenich (de "grootlenen").[4] In het zuiden lagen ze in Geistingen, Ophoven, Aldeneik, Gremelslo, Klein- en Groot-Heppeneert en Roosteren. In het noorden lagen ze in Neeritter, Nederweert en Beegden.

Binnen deze gebieden bestond tot 1400 ook een heerlijkheid Bronshorn, maar tegen 1700 was al niet meer duidelijk welke landgoederen daartoe behoord hadden. Aangenomen werd dat Bronshorn een verdwenen benaming was voor de noordelijke helft. Bronshorn was echter geen gebiedsnaam, maar een familienaam. In de 14e eeuw bezat het geslacht Braunshorn een leengoed binnen Kessenich, waarvan de omvang onbekend is. Kessenich en Bronshorn hadden toen een gemeenschappelijke schepenbank, wat suggereert dat Bronshorn voordien afgesplitst was van Kessenich.

## Organisatie

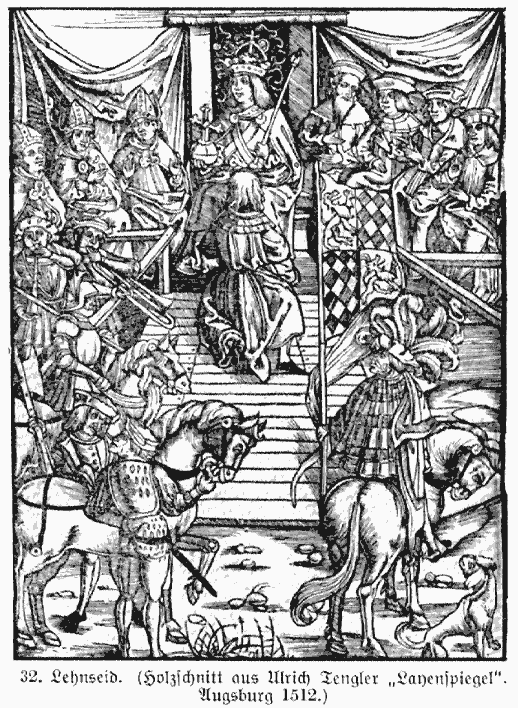
Een edelman zweert trouw aan zijn leenheer

Gedurende de 9e en 10e eeuw viel de Maasgouw uiteen in eigengoederen. Een van de eigengoederen strekte zich uit van de abdij van Aldeneik tot het stamland van Horn. Dit eigengoed werd, omstreeks het jaar 1000, geschonken aan het kapittel van Sint-Lambertus in Luik. Aanvankelijk behield het eigengoed haar zelfbestuur, maar geleidelijk aan kwamen grote delen onder het bestuur van twee plaatselijke vazallen van het prinsbisdom Luik: de graaf van Loon en de heer van Horn. Slechts het oude machtscentrum (het mottekasteel op den Berg), een kerkelijke enclave (de abdij van Thorn) en een Luikse stichting (het Luiks vrijdorp Neeritter) behielden hun zelfbestuur. Zij groeiden uit tot drie ministaatjes, bijgenaamd "de Drie Eigen".
In 1321 besloten de "heer van Kessenich" en de "heer van Bronshorn" hun eigengoed onder de bescherming te stellen van Brabant en Gulik. Zij en hun toekomstige erfgenamen brachten hulde aan de twee hertogen (de leenverheffing) en werden door hen bekrachtigd als de rechtmatige landsheer. Het middeleeuwse erfrecht gaf meestal de voorkeur aan zonen en broers, zodat leengoederen binnen eenzelfde familie bleven (de vererving in mannelijke lijn). Het Gulikse recht ging hierin zo ver dat, bij een gebrek aan mannelijke nazaten, het Gulikse leenhof een rechtmatige opvolger moest zoeken in neventakken van de familie. Het Brabantse recht was minder strikt en beleende dan schoonzonen en schoonbroers (de vererving in vrouwelijke lijn).
Bij zijn aantreden moest elke landsheer trouw zweren aan het eeuwenoude landrecht, maar afgezien hiervan was hij soeverein over het gebied. Met behulp van zijn schepenbank besliste hij over nieuwe wetten en belastingen. De eerste vermelding van deze schepenbank stamt uit 1279. Aanvankelijk genoot Kessenich rijksvrijheid; enkel de Rijkshofraad kon zich mengen in de interne aangelegenheden, wat ze in de praktijk nooit deed. Toen de Rijkshofraad kreitsen oprichtte, eisten twee kreitsen de soevereiniteit over Kessenich: de Bourgondische Kreits namens Brabant, de Nederrijns-Westfaalse Kreits namens Gulik. Kessenich bleef zelfstandig maar betaalde, vanaf 1701, een jaarlijkse belasting voor militaire bescherming vanuit Opper-Gelre.
Ook de rechterlijke macht werd plaatselijk uitgeoefend. Wanneer inwoners een geschil hadden, werd een civiel proces opgestart bij de schepenbank. Een partij die het vonnis onrechtvaardig achtte, kon in appel gaan bij het gerecht in de rijksstad Aken, en daarna bij het Rijkskamergerecht. Bij misdrijven, wanneer men simpelweg iemands daden moest bestraffen, werd een correctioneel proces opgestart en was een appel niet gebruikelijk. Doodstraffen werden wel een tweede maal bestudeerd, tijdens een samenkomst met de naburige schepenbanken (de vergadering der Drie Eigen). Vanaf ±1460 werden doodstraffen uitgevoerd zonder overleg met de buurdorpen. Aan het einde van de 18e eeuw lag het galgenveld van Kessenich nabij de huidige Heinestraat. Hier werden toen een aantal Bokkenrijders terechtgesteld.
De uitvoerende macht werd uitgeoefend door de meier, die te Kessenich ook "schout", "scholtis" en "drossaard" genoemd werd. De schout was verantwoordelijk voor het dagelijkse bestuur, de ordehandhaving, het toezicht op de infrastructuur en het ophalen van belastingen. Hierin werd hij bijgestaan door de burgemeesters. In de 17e en 18e eeuw was de heerlijkheid verdeeld in zeven kwartieren: Kessenich, Kessenicher Beersel, Kin(d)re, Hunsel, Beersel-onder-Hunsel, op Uffelsen en Haler. In elk kwartier koos de bevolking twee burgemeesters voor één jaar. In de Franse tijd werd het ancien régime afgeschaft. De zeven kwartieren werden toen samengevoegd tot twee gemeenten: Kessenich (de eerste drie kwartieren) en Hunsel (de overige vier).

## Leenrechtelijke ontwikkelingen

### Luikse en Brabants-Gulikse periode (tot 1600)

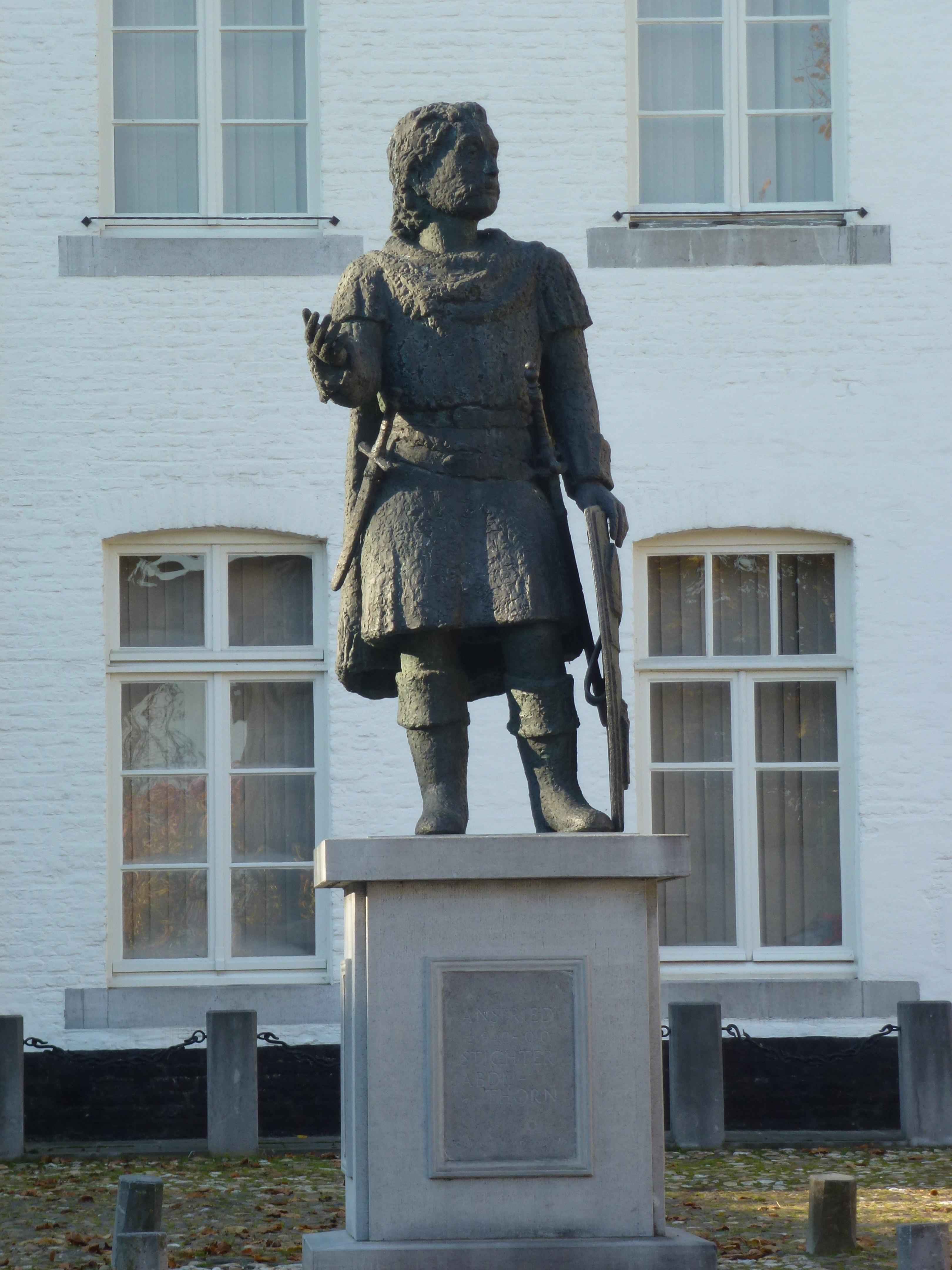
Graaf Ansfried "de Jongere", de latere prins-bisschop van het Sticht Utrecht

- ± 950: In de nasleep van de opstanden door Giselbert van de Maasgouw en Reinier van de Henegouw worden hun graafschappen in beslag genomen en verdeeld over edellieden zoals Ansfried de Oudere.
- ± 1000: Ansfried van Utrecht schenkt zijn Maaslandse bezittingen aan het kapittel van Sint-Lambertus, de instantie die verbonden is aan de Sint-Lambertuskathedraal van het bisdom Luik.
- 1155: Paus Adrianus IV en Frederik Barbarossa bevestigen dat de burcht in Kessenich (castrum Cassenic) met bijhorende dorpen nog steeds bezit zijn van de Luikse Kerk.
- 1242–1247: Erfeniskwestie tussen Willem I van Horne en Sophia van Altena.[15] Verwerft Willem in het kader van dit conflict die gedeelten, waarin later nog verspreide "grootlenen" van Kessenich blijken te liggen?
- 1321: De geslachten "van Kessenich" en "van Bronshorn" besluiten hun allodia rond Kessenich leenroerig te maken. Het geslacht "van Kessenich" draagt haar gedeelte op aan Gulik en Brabant. Zo'n dubbele leenband bemoeilijkt een eventuele mediatisering door een van de nieuwe leenheren.[16] Het kleinere Bronshorn wordt integraal Brabants.
- 1402: Door strijd en/of huwelijk worden de twee gedeelten herenigd, in de vorm van een personele unie.
- 1429: De landsheer verklaart zich akkoord om bij alle toekomstige opvolgingen het Gulikse erfrecht te respecteren, dat strikter is dan het Brabantse erfrecht. Bij een ontstentenis van zonen of broers, kan het gebeuren dat de heerschappij verloren gaat aan een neventak van de familie.
- 1500–1548: Het Heilige Roomse Rijk delegeert alle soevereiniteit naar de nieuwe rijkskreitsen. Kessenich wordt niet uitdrukkelijk eingekreist. Geografisch gezien is het een enclave in de Nederrijns-Westfaalse Kreits (met Loon en Horn) maar ook de Bourgondische Kreits (met Weert en Stevensweert).

### De inmenging vanuit de Spaanse Nederlanden neemt toe (1600–1690)

Kessenich lag op de grens tussen de Bourgondische Kreits en de Nederrijns-Westfaalse Kreits

- 1618: De Collards willen de heerschappij binnen hun familietak houden, met Johanna Collard als nieuwe vrouwe.[17] De heerlijkheid vererft dan in vrouwelijke lijn, naar de aangetrouwde familie "van Malsen". Omdat Gulik niet zou instemmen met deze keuze, wordt de leenverheffing enkel voldaan in Brabant.
- 1624: De Gulikse leenband, alsook de Gulikse bepaling van 1429, zijn geschonden. Gulik beroept zich op zijn medezeggenschap en installeert, met enig machtsvertoon, een verre verwant te Kessenich. Jacob van Malsen zoekt steun bij mede-leenheer Brabant. Brabant doet een beroep op Opper-Gelre om Jacob naar Kessenich te begeleiden en de Gulikse kandidaat te verjagen.
- 1638–1641: Jacob van Malsen overlijdt kinderloos. De Raad en Leenhove van Brabant beleent Jacobs schoonbroer, Ferdinand. Opnieuw wordt er geen rekening gehouden met een pretendent die Gulik naar voren schuift als rechtmatige erfgenaam. Het adellijke geslacht heeft openlijk gebroken met Gulik en erkent de Raad en Leenhove als souverain juge immediat.
- 1658: Het Spaanse gouvernement misbruikt de leenband om soldaten te inkwartieren. Ferdinand klaagt dat zijn soevereiniteit geschonden wordt. Namens de Nederrijns-Westfaalse Kreits roert ook de prins-bisschop van Luik en Keulen zich. De Raad en Leenhove van Brabant stelt Ferdinand in het gelijk.
- 1671: Spanje komt nu met het argument dat Kessenich meegebracht zou zijn naar de Bourgondische Kreits, doordat het een enclave tussen Gelderse gebieden vormt. Dit zou Spanje toch recht geven op de soevereiniteit. Kessenich zal de inkwartieringen moeten afkopen met jaarlijkse rationsgelden.
- 1679: Ferdinand protesteert dat Kessenich, ongeacht het conflict tussen zijn familie en het leenhof van Gulik, een onderdeel is van de Nederrijns-Westfaalse Kreits. Hij laat geen rationsgelden meer uitbetalen.
- 1680: Vanuit Brussel komt een regiment dragonders, om te eisen dat men Karel II van Spanje erkent als vorst. De schepenen houden vol dat Kessenich behoort tot de Nederrijns-Westfaalse Kreits.
- 1681–1682: Ook in het Heilige Roomse Rijk kan men niet zeggen tot welke kreits Kessenich behoort. Zolang hierover geen zekerheid bestaat, hebben de rationsgelden een twijfelachtige basis. In een nieuwe lijst van de "Gelderse enclaves" wordt Kessenich louter pro memorie vermeld.[18]

### Gulik probeert Kessenich terug te winnen (1690–1715)

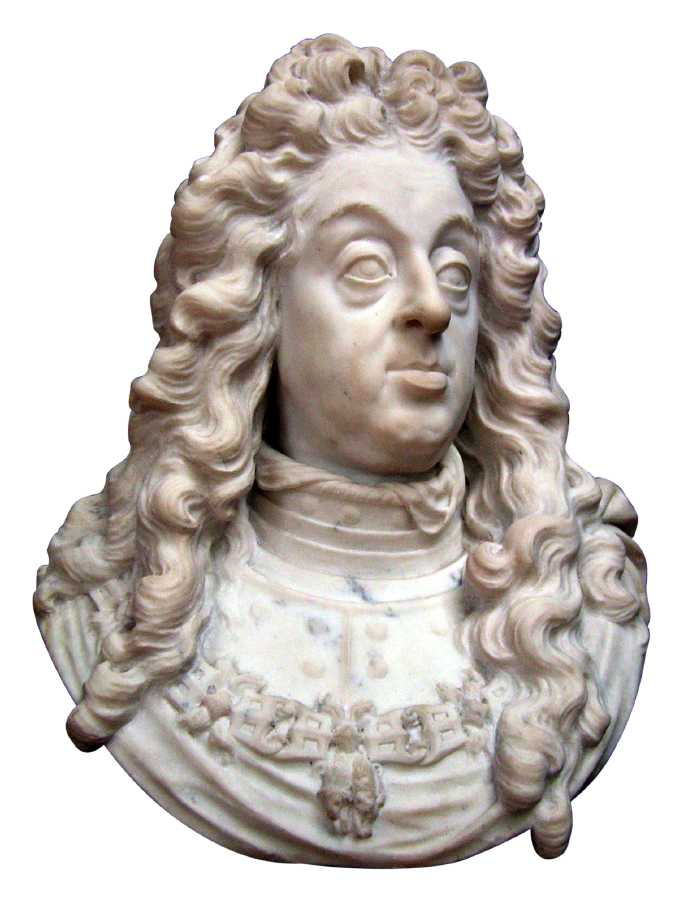
Ten tijde van Johan-Willem nam Gulik de heerlijkheid viermaal met geweld in

- 1697: Met een schrijven van keurvorst Johan-Willem aan het Hof van Gelre, maakt de Nederrijns-Westfaalse Kreits aanspraak op de soevereiniteit over Kessenich. Later dat jaar besluit de kreitsdag in Keulen te zullen optreden tegen machtsuitbreidingen vanuit Opper-Gelre.
- 1699–1700: Gulik laat Kessenich bezetten. De landsheer verzoekt landvoogd Max Emanuel om een tussenkomst, maar het Spaanse Rijk moet nog bekomen van zijn deelname aan de Liga van Augsburg. Noodgedwongen vervult de landsheer alle leenrechtelijke formaliteiten die Gulik verlangt.
- 1700: In het kader van de toenadering tot Gulik gaan enkele rechtszaken in beroep te Düsseldorf, in plaats van Aken. Zo ook de kwestie Heyster/Goldsteyn, over een erfenis in de exclave bij Ohé en Laak. De familie Heyster zal Gelderse soldaten nodig hebben om het vonnis uit te voeren. Het Hof van Gelre acht Düsseldorf niet bevoegd in Kessenich, beschouwt het vonnis als ongeldig en stelt geen soldaten ter beschikking.
- 1701–1702: Opper-Gelre stuurt soldaten naar Kessenich. Afgekondigd wordt dat de inwoners de achterstallige rationsgelden moeten ophoesten, plus een nieuwe jaarlijkse toeslag. De schepenen procederen tegen de belastingen, maar schikken zich naar een voorlopig compromis. Vervolgens wordt Opper-Gelre ingenomen door de Grote Alliantie, waarna de Gelderse belangen waargenomen worden door de Staten-Generaal van de Republiek.
- 1705–1706: Gulik vraagt om het vonnis Heyster/Goldsteyn eigenhandig uit te voeren, maar stuit op een weigering van de Staten-Generaal. Gulik neemt geen genoegen met dit antwoord, en stuurt 24 soldaten uit Sittard naar de exclave. Kolonel Ardes in Stevensweert wordt tijdig verwittigd en onderschept de colonne.
- 1710: Na eerder gedreigd te hebben om het leenrecht over de volledige heerlijkheid vervallen te verklaren, stelt het Gulikse leenhof een landsheer aan uit de entourage van keurvorst Johan-Willem: Jan-Arnold von Metternich. De douairière legt zich niet neer bij de onteigening. De Raad van Brabant, maar ook de Rijkshofraad, geven haar gelijk. Zestig soldaten van kolonel Ardes verdrijven Metternich weer.
- 1711: Onderhandelingen te Frankfurt. Gulik zal niet langer aanspraak maken op de exclave van Kessenich (Dulckensweerdt) of op Dalenbroek, omdat ze geënclaveerd zijn op de Gelderse Maasoever. Over de rest van Kessenich bereiken Gulik en Opper-Gelre geen akkoord.
- 1713: Bij de Vrede van Utrecht beslissen de Europese mogendheden dat Opper-Gelre niet volledig Staats blijft. Gulik verwacht dat de Staten-Generaal nu minder interesse hebben in het aanliggende Kessenich. Metternich keert terug. Weldra ontruimt kolonel Ardes de heerlijkheid met 130 soldaten. De Staten-Generaal machtigen hem om voortaan versterkingen te vorderen uit naburige vestingen.
- 1714: Een nieuwe conferentie te Aken levert geen overeenkomst op. 200 Paltse infanteristen bezetten Kessenich, maar zijn niet opgewassen tegen de 800 soldaten die Ardes samentrekt vanuit Stevensweert, Roermond, Venlo en Maastricht. Een Staats garnizoen blijft achter in kasteel Borgitter en op den Berg.

### Protectoraat van Oostenrijks-Gelre (1715–1795)

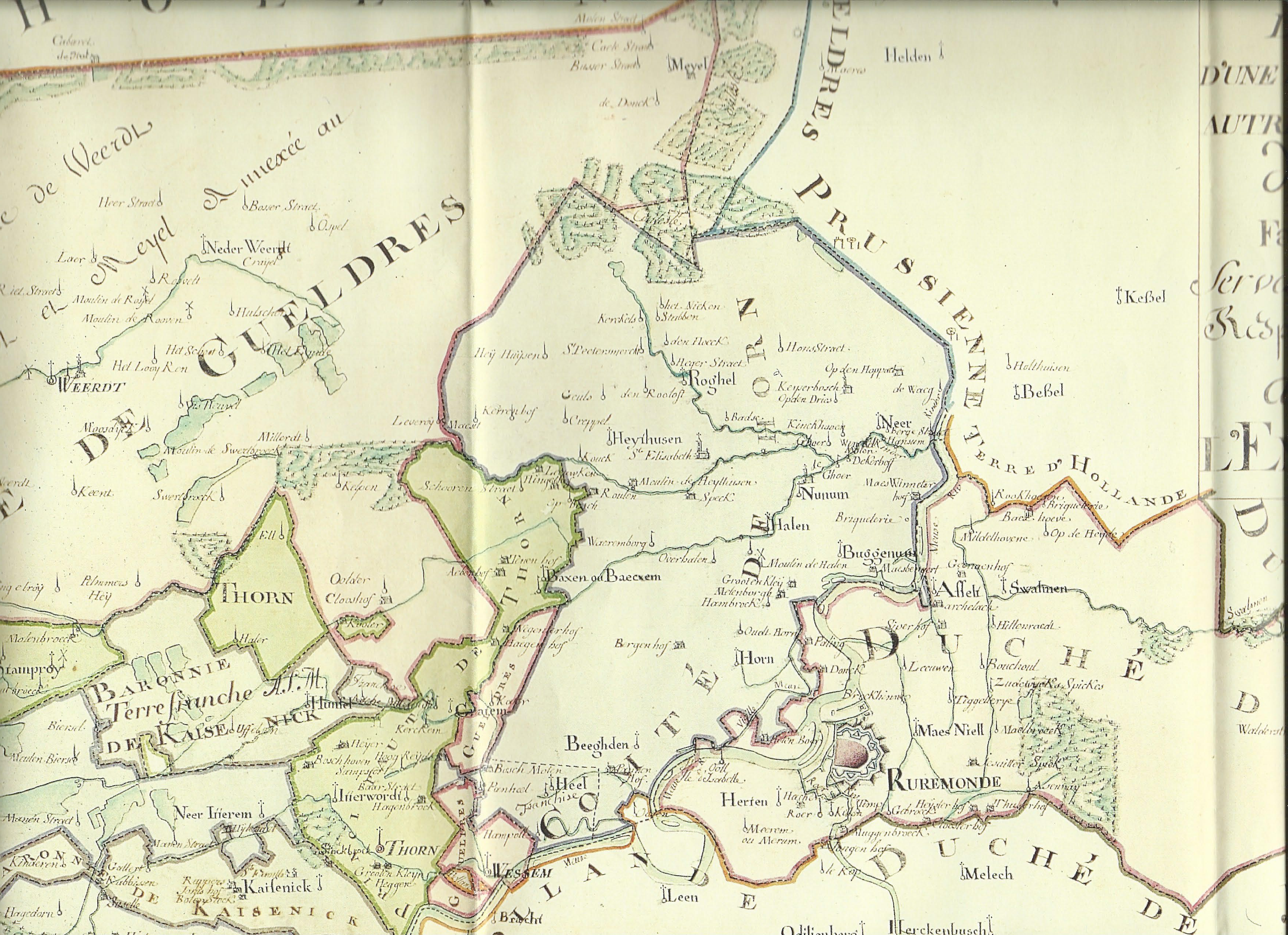
In de 18e eeuw droegen de landsheren de titel "baron". De baronnie de Kaisenick staat linksonder op de kaart.

- 1716: Kessenich blijft balanceren tussen de twee statencomplexen: formeel een onderdeel van het Heilige Roomse Rijk, maar onder feitelijke bescherming van Oostenrijks-Gelre. Een sauvegarde namens minister Königsegg moet verdere Gulikse initiatieven ontmoedigen.
- 1726: Tweede sauvegarde, ditmaal vanwege landvoogdes Maria-Elisabeth.
- 1740: Oprichting van een keizerlijk bureau dat tol moet heffen op "internationaal" vervoer doorheen de heerlijkheid.[19] Een jaar later vindt een dodelijk incident plaats wanneer keizerlijke soldaten een konvooi uit Neeritter tegenhouden.
- 1754: De acte van associatie met nabije heerlijkheden wordt gesloten, om onder meer de Bokkenrijders te bestrijden.
- 1784: De burgemeesters protesteren tegen de toenemende voorschriften vanuit Oostenrijks-Gelre. Een nieuwe verordening rechtvaardigt de Gelderse inmenging: "Kessenich en Hunsel vallen in zaken van justitie en politie onder de jurisdictie van het Hof van Gelre".[20] Anna-Salomé barones van Waes wordt in Brussel gerustgesteld dat Kessenich een "keizerlijke vrijheerlijkheid" blijft.
- 1792: Vanuit Antwerpen arriveert het Franse Armée du Nord, dat hier de Maas oversteekt en enkele maanden Roermond zal beheersen.
- 1794: In september bezet het Franse Armée de Sambre-et-Meuse de streek na terugtrekkingen van het Coalitieleger. Kessenich wordt een onderdeel van het latere departement Nedermaas.

## Landsheren van Kessenich

### Tot 1300

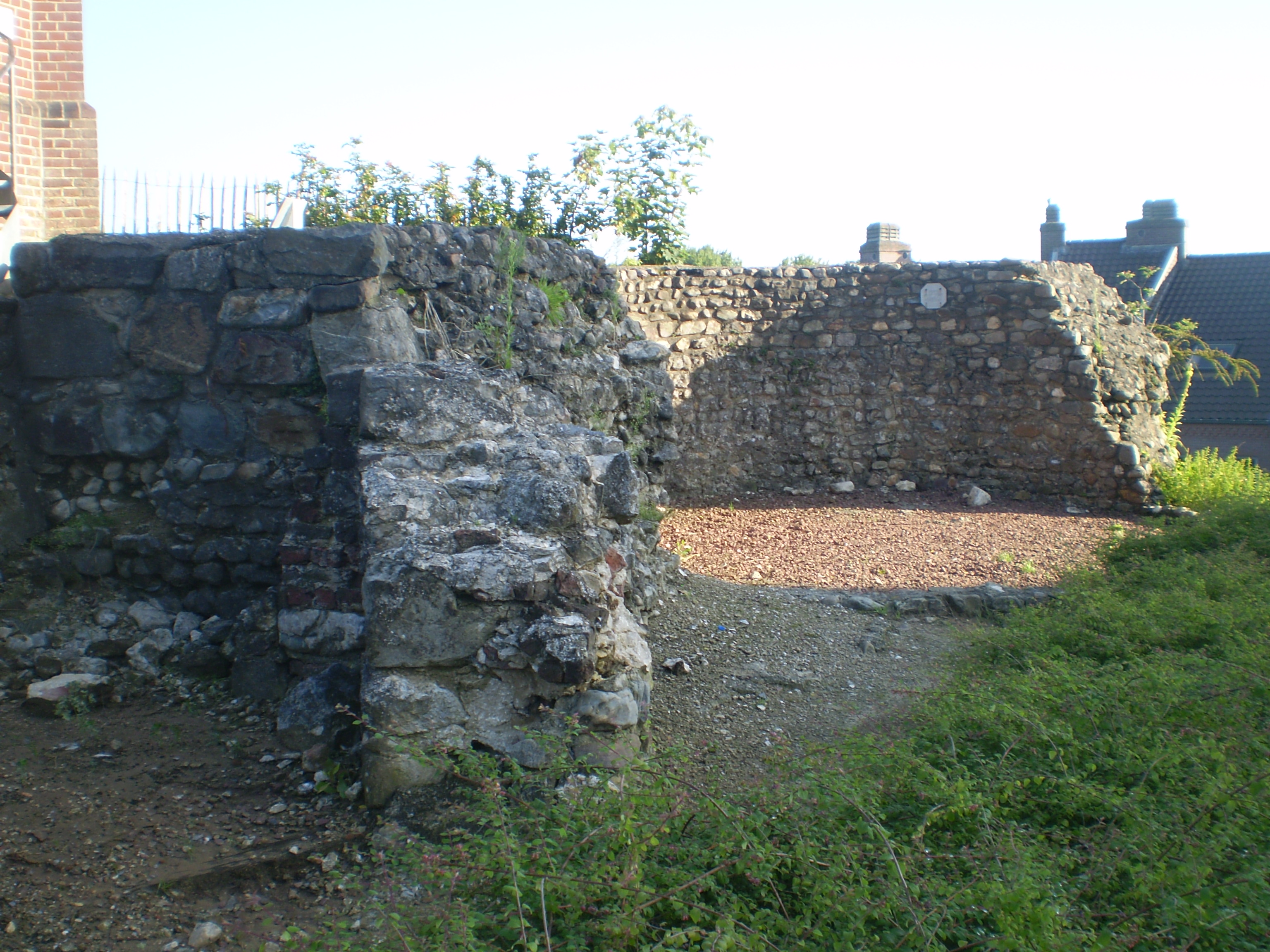
Fundamenten van de donjon op den Berg, de oorspronkelijke residentie van de landsheren en -vrouwen

Hoewel veel historische documenten verloren gegaan zijn, worden de landsheren van het gebied rond het castrum Cassenic schriftelijk vermeld vanaf 1100. Tot ± 1250 maken ze deel uit van de Luikse adel.
- 1102: Wilhelmus en Rogerus de Kesnic zijn getuige als ene Anselmus aan de abdij van Thorn een landgoed in een ohé (een typische benaming voor overstromingsgebieden langs de Maas) schenkt.
- 1155: Arnoldus de Kesninck moet de tiende teruggeven aan de kerk van Boorsem. Hij is ook aanwezig bij de schenking van de kapel van Sint-Jansberg aan de abdij van Averbode.
- 1170: Renaert van Kessenich is getuige wanneer Lodewijk I van Loon privileges verleent aan de inwoners van Kolmont.[22]
- 1219: Godefridus de Kessenich en Heinricus de Archenteyl getuigen wanneer het kapittel van Sint-Pantaleon Wessem in leen geeft aan de voogd, Willem I van Horne.
- 1233: Voornoemde Heinricus noemt zich intussen Henricus dominus de Kesnich et de Argentel. Hij is getrouwd met Aleida uit het Huis Altena.[23]
- ± 1240: Hendriks schoonbroer, heer Dirk III van Altena, wordt meermaals genoemd in verband met landgoederen en rechten in Kessenich en omstreken. Hij wenst opgevolgd te worden door de voornoemde Willem I van Horne, zijn neef.[24]
- 1243: Sophia van Altena neemt bezit van de erfenis.[15] Willem I haalt zijn banden aan met Arnold IV van Loon, reeds zijn leenheer voor wat betreft het "Hornse stamland".[25] Sophia weet enkel de burcht en directe omgeving van Kessenich te behouden.
- 1253: Leonius II, de burggraaf van Brussel en een zoon van Sophia, verkoopt totum allodium suum apud Kessenich aan Otto II van Gelre.[26]
- Ridder Jacobus de Steine, heer van Kessenich, verkoopt goederen te Stevensweert (1275) en elders (1278).

### 1300–1400

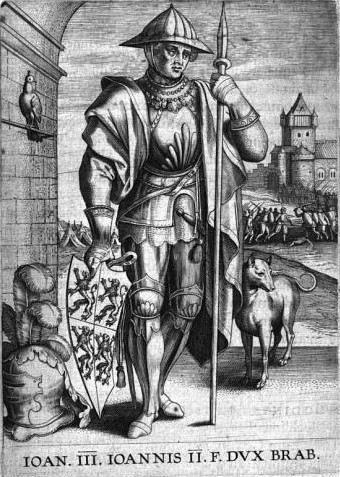
Jan III van Brabant, aan wie de geslachten "van Kessenich" en "van Bronshorn" delen van Kessenich opdroegen

Nadat de historische banden met Luik verslapt zijn, verbinden de landsheren zich met Brabant en Gulik. Gedurende de 14e eeuw is Kessenich verdeeld in twee domeinen. We beginnen met het grootste domein.
- 1311: De schepenen van Neeritter verklaren dat bepaalde gronden toebehorend aan Arnold van Kessenich (en Stein) in cijns gegeven zijn aan de Sint-Lambertuskathedraal.
- 1321: Johannis, burggraaf van Montenaco, is getrouwd met Johanna van Stein. In 1321 doet hij een opdraging aan Brabant en Gulik. Kort daarna overlijdt hij kinderloos. Het leengoed komt terecht bij leenheer Gulik.
- 1335: Willem VI van Gulik doet een gebiedsruil met Oyst (Otto I), reeds heer van Elsloo, Bocholt en Brogel-Erpekom.
- ±1360: Otto II regeert slechts enkele jaren. Hij overlijdt zonder mannelijke erfgenamen. Zijn weduwe hertrouwt met Lodewijk van Reifferscheid.
- ±1380: Prins-bisschop Horne verovert een burcht van zijn oude rivaal Lodewijk van Reifferscheid, waarschijnlijk Kessenich.[27]

Het domein Bronshorn omvatte 2/7 van de landgoederen in Kessenich. Omstreeks 1400 worden de twee domeinen herenigd, onder een neventak van het Huis Horne.
- 1321: Jan II von Braunshorn, voormalig hofmeester onder Hendrik VII, draagt zijn bezittingen te Kessenich op aan Jan III van Brabant.
- 1346: Jan draagt het gebied over aan zijn zoon Gerlach.
- 1348: Johan van Saffenberg trouwt met de zuster van Gerlach en wordt benoemd tot landsheer.
- 1356: Renier van Schoonvorst ontvangt Bronshorn in leen.
- 1402: Jan bijgenaamd "de Wilde" uit het Huis Horne, reeds eigenaar van het gedeelte dat Lodewijk van Reifferscheid verloren had aan de Hornes, komt (dankzij een politiek huwelijk?) ook in het bezit van Bronshorn.

### 1400–1700

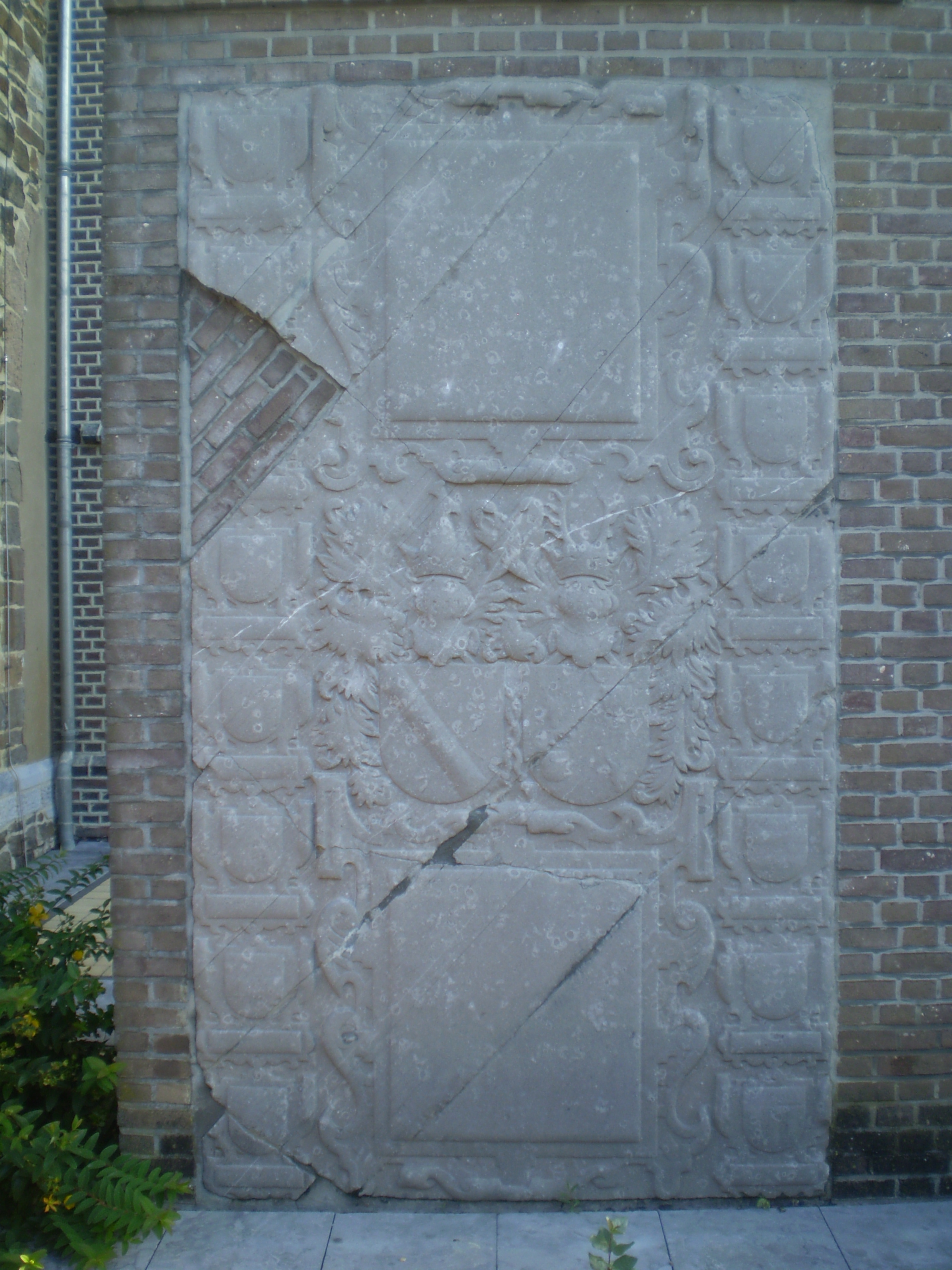
Grafsteen van Guido van Malsen en Johanna Collard

Kessenich en Bronshorn zijn herenigd. De geslachten de Wilde, Collard van Lynden en van Malsen volgen elkaar op.
- 1403: Arnold "de Wilde" vervult de leenverheffingen in Brabant en Gulik. Hij trouwt met Elisabeth, een halfzus van prins-bisschop Heinsberg.
- 1447: De zoon van Arnold en Elisabeth, Jan "de Wilde", wordt reeds bestempeld als here tot Kessenich.
- 1467–1468: Door Jans rol in de anti-Bourgondische opstanden in Luik, valt de heerschappij aan een verwant uit Bourgondische kringen: Filips van Horne.
- Begin van een rechtszaak die uiteindelijk gewonnen wordt door Katrijn van Kessenich en haar echtgenoot, Jan Collard van Lynden.
- 1486: Arnold Collard volgt zijn vader Jan op. Ze hebben drie (hier relevante) kinderen:
  - Antoon Collard zal landsheer worden in 1506.
  - Willem Collard. Zijn zoon (1624) en kleinzoon (1639) zullen kortstondig in het bezit gesteld worden door Gulik.[29]
  - Elisabeth Collard trouwt met Jan van Waes, de rentmeester van Horn en de grondlegger van het kasteel Borgitter.
- 1527: Jacob Collard volgt zijn vader Antoon op.
- 1590: Cornelis Collard volgt zijn vader Jacob op.
- 1618: Guido van Malsen, reeds heer van Broekhuizen en Burgst, volgt zijn schoonbroer Cornelis op.
- 1618: Jacob van Malsen volgt zijn vader Guido op.
- 1638: Ferdinand uit het Huis Kniphausen, reeds heer van Vogelzang, volgt zijn schoonbroer Jacob op als landsheer. De privébezittingen van Jacob – met veel landerijen in de heerlijkheid – worden echter ook opgeëist door een andere schoonbroer, Walraaf II van Waes. In 1653 verdelen ze de privébezittingen.
- Ferdinand heeft geen kinderen, maar duidt Antoon-Werner van Pallandt–Eyll aan als opvolger. Deze wordt beleend in 1691 maar overlijdt reeds in 1693. Het geslacht "van Waes" komt op de proppen om de heerschappij op te eisen, aangezien zij verwant waren aan Ferdinand.
- 1696: Het leenhof van Gulik mengt zich door Jan-Albert van Groenstein, als afstammeling van Antoon Collard, aan te stellen. In Kessenich maakt het Gulikse gebaar weinig indruk.

### 1700–1795

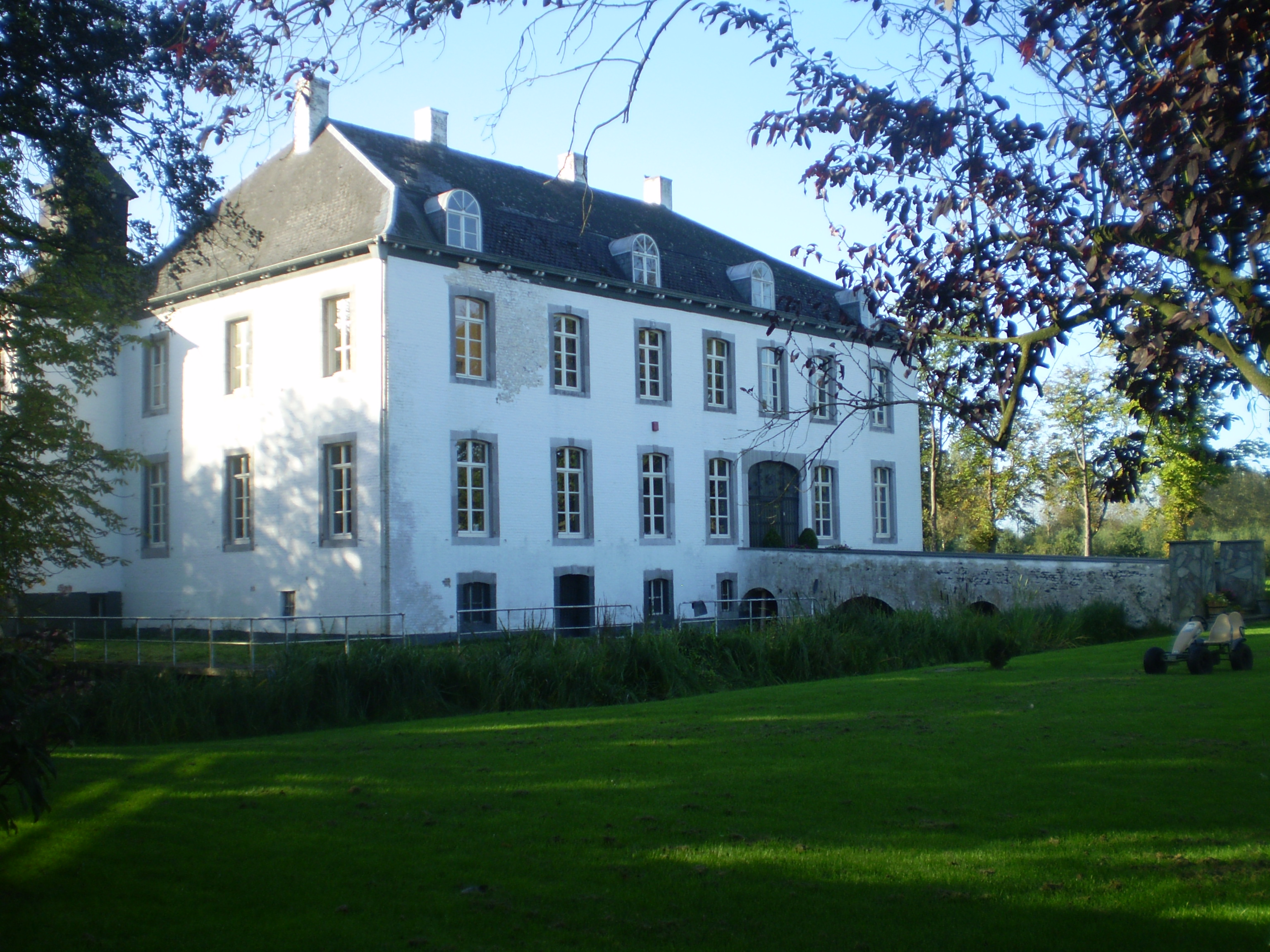
Het kasteel Borgitter, de residentie van de landsheren en -vrouwen vanaf 1700

De baronnen uit het geslacht van Waes, dankzij oude huwelijksbanden met het heersende geslacht in Kessenich, slepen de titel in de wacht. De familie woont in het kasteel Borgitter, dat ze had laten bouwen omstreeks 1500. Ze blijft aan de macht tot de Franse tijd.
- 1699: Brabant beleent Frans-Jacob van Waes. Hiermee raakt ook het privé-patrimonium van wijlen Jacob van Malsen herenigd. Via zijn vader, die zich verdienstelijk maakte in het Spaanse leger, mag Frans-Jacob zich "baron" noemen. Frans-Jacob is zelf in dienst getreden van de Grote Alliantie. Door zijn successen wordt hij benoemd tot "gouverneur van Stevensweert", later ook van Gibraltar.
- 1707: Omdat de kinderen van Frans-Jacob van Waes en Marie-Jeanne de Varick nog minderjarig zijn, wordt hun voogd beleend. Dit is hun oom, Philippe-Adrien burggraaf de Varick.
- 1732: Het oudste kind, Jan-Willem, is oud genoeg om Kessenich over te nemen van de voogd. Op intern vlak geeft hij aan pastoor Driessens de volmacht om het bestuur waar te nemen. Hij trouwt met Catharina, een dochter van Charles van den Berghe de Limminghe. Gedurende de tweede helft van de 18e eeuw verblijft de herentitel bij hun twee zonen:
  - 1752: Jan-Philip neemt op 26-jarige leeftijd de functie op zich. In 1759 schiet hij een potjeskramer uit Tessenderlo dood tijdens een woordenwisseling rond de tol op de brug van Borgitter. Om zijn vader te wreken, trekt Bokkenrijder Francis Janssen bijgenaamd Goet met een bendelid naar Kessenich, verrast de baron tijdens een jachtpartij en verwondt hem dodelijk.
  - 1759: Jan-Philip wordt opgevolgd door zijn broer, Francis. Doordat Francis verstandelijk ongeschikt is om te besturen, treden zijn moeder (Catharina) en zijn zuster (Anna-Salomé) op als voogden. Anna-Salomé woont in Parijs, maar wordt tijdens de Terreur veroordeeld tot de guillotine (mei 1794).
- 1794: Wanneer de troepen van de Eerste Franse Republiek de streek onder Franse controle brengen, worden de herentitel en alle heerlijke rechten afgeschaft.
- 1804: De erfgenamen besluiten alle privébezittingen rond Kessenich te verkopen. Ze worden aangekocht door Hendrik Jozef Michiels van Kessenich.[30]